# Caulopsis acutula
Caulopsis acutula är en insektsart som först beskrevs av Scudder, S.H. 1878.  Caulopsis acutula ingår i släktet Caulopsis och familjen vårtbitare. Inga underarter finns listade i Catalogue of Life.